# Jędrzej Zieniewicz
Jędrzej Zieniewicz (ur. 2 kwietnia 1997 w Zielonej Górze) – polski piłkarz ręczny, rozgrywający, od 2018 zawodnik Gwardii Opole.

## Kariera sportowa
Piłkę ręczna zaczął trenować w wieku ośmiu lat. Reprezentował AZS Uniwersytet Zielonogórski w kolejnych grupach wiekowych: młodzika, juniora młodszego, juniora i seniora. W sezonie 2014/2015 rozegrał w I lidze 18 meczów i zdobył 30 goli. Przez kolejne dwa lata występował ze swoją drużyną w II lidze. W sezonie 2017/2018, w którym rozegrał 24 mecze i rzucił 153 bramki, zajął 6. miejsce w klasyfikacji najlepszych strzelców I ligi.
W 2018 przeszedł do Gwardii Opole, z którą podpisał dwuletni kontrakt. W Superlidze zadebiutował 31 sierpnia 2018 w przegranym meczu z Vive Kielce (26:36), a pierwszą bramkę rzucił 17 października 2018 w wygranym spotkaniu ze Stalą Mielec (39:28). W sezonie 2018/2019 rozegrał w lidze 26 meczów i zdobył 67 goli, a ponadto został wybrany najlepszym zawodnikiem 17. serii spotkań. W sezonie 2018/2019 wystąpił również w dwóch meczach Pucharu EHF.

## Osiągnięcia
Indywidualne
- 6. miejsce w klasyfikacji najlepszych strzelców I ligi: 2017/2018 (153 bramki; AZS Uniwersytet Zielonogórski)[3]

## Statystyki
| AZS Uniwersytet Zielonogórski   | 2014/2015 | I liga    | 18 | 30  | 1,7 |
| AZS Uniwersytet Zielonogórski   | 2015/2016 | II liga   | 22 | 84  | 3,8 |
| AZS Uniwersytet Zielonogórski   | 2016/2017 | II liga   | 24 | 118 | 4,9 |
| AZS Uniwersytet Zielonogórski   | 2017/2018 | I liga    | 24 | 153 | 6,4 |
| AZS Uniwersytet Zielonogórski   | Razem     | Razem     | 88 | 385 | 4,4 |
| Gwardia Opole                   | 2018/2019 | Superliga | 26 | 67  | 2,6 |
| Stan na koniec sezonu 2018/2019 |           |           |    |     |     |